# Mohamed Bangura
Mohamed Bangura (Kambia, Sijera Leone, 27. srpnja 1989.) je nogometaš iz Sijera Leonea koji je trenutno bez klupskog angažmana. Prirodna igračeva pozicija je napadač iako može igrati i na krilu.

## Karijera

### Klupska karijera

#### Kallon
Bangura je karijeru započeo u omladinskom pogonu afričkoga Kallon FC gdje je postao važan momčadski igrač. S klubom je 2010. nastupio na međunarodnom juniorskom turniru Viareggio Cup gdje je postigao pogodak u 2:3 porazu protiv juniora Napolija. Također, odigrao je i utakmicu protiv meksičkog Chivas Guadalaraja dok je u finalu turnira također postigao pogodak u novom 2:3 porazu protiv juniora Parme.

#### IFK Värnamo
Dne 19. ožujka 2010. švedski trećeligaš IFK Värnamo je doveo Mohameda Banguru u klub na posudbu. Igrač se istanuo igrajući za Värnamo gdje je u 13 utakmica postigao 12 pogodaka čime je klub došao na vrh prvenstva. Profesionalni eksperti su savjetovali klupskom vodstvu da Bangura potpiše ugovor s klubom čime će Värnamo profitirati kada će ga htjeti kupiti neki veći klub.

#### AIK Stockholm
Dne 19. srpnja 2010. stockholmski AIK je objavio da je s mladim Bangurom potpisao ugovor na 3,5 godina čime će igrač ostati u klubu do 2013. U to vrijeme AIK nije bio jedini u Švedskoj koji je pokazao interes za njega. Veliki interes za igrača je imao i Örebro ali se od njega odustalo kada se Bangura ozlijedio. S druge strane, AIK-ovi skauti su igrača promatrali duže vrijeme i htjeli su što prije potpisati ugovor s njime.
Mohamed Bangura je debitirao za novi klub 24. srpnja 2010. na gostovanju protiv Malmöa gdje je igrač ušao u igru u 74. minuti. Već za četiri dana Bangura je uvršten u startnih 11 u utakmici kvalifikacija za Ligu prvaka protiv Rosenborga. AIK je izgubio s 1:0 ali je Bangura bio hvaljen zbog odličnog nastupa.
Dne 8. kolovoza 2010. igrač je postigao prva dva pogotka za klub u 2:1 pobjedi protiv Brommapojkarna.

#### Celtic Glasgow
Dne 30. kolovoza 2011. Bangura je potpisao četverogodišnji ugovor sa škotskim Celticom. Iznos transfera je iznosio 2,2 milijuna GBP te je Mohamed postao prvi igrač iz Sijera Leonea koji je zaigrao za Celtic. Igrača je klubu predložio Henrik Larsson, bivši napadač i ikona kluba.
Bangura je debitirao za Celtic 10. rujna 2011. kada je u 68. minuti ušao u igru u domaćoj utakmici protiv Motherwella koju je Celtic dobio s visokih 4:0. Nakon toga igrač je za klub nastupio u grupnoj fazi Europske lige protiv Atlético Madrida (također kao zamjena).
U prvih 11 Bangura je prvi puta nastupio 29. rujna 2011. u utakmici protiv Udinesea (1:1).
Klub ga je kasnije slao u Švedsku na posudbe u AIK Stockholm i Elfsborg. Naposljetku, Bangura je napustio škotski klub te je kraće vrijeme igrao u Turskoj za İstanbul Başakşehir.

### Reprezentativna karijera
Početkom 2010. Bangura je ostvario prvi reprezentativni nastup za Nogometna reprezentacija Sijera Leone u utakmici protiv Senegala u Dakru koju je domaćin dobio s 1:0.

#### Pogoci za reprezentaciju
| #  | Datum            | Mjesto                 | Protivnik | Pogodak | Rezultat | Natjecanje                                |
| -- | ---------------- | ---------------------- | --------- | ------- | -------- | ----------------------------------------- |
| 1. | 27. ožujka 2011. | Niamey, Niger          | Niger     | 0 : 1   | 3 : 1    | Kvalifikacije za Afrički Kup nacija 2012. |
| 2. | 3. rujna 2011.   | Freetown, Sierra Leone | Egipat    | 2 : 1   | 2 : 1    | Kvalifikacije za Afrički Kup nacija 2012. |